# Freycinet-Halbinsel
Die Freycinet-Halbinsel liegt an der Ostküste des australischen Bundesstaats Tasmanien und ragt südlich in die Tasmansee. Mit dem Festland (der Insel Tasmanien) ist die Halbinsel über schmale Sandbänke verbunden.
Die Halbinsel ist etwa 23 km lang und bis zu 6,5 km breit. Sie hat eine Landfläche von rund 65 km² und erhebt sich bis zu 613 m über den Meeresspiegel. Ihr südlich unmittelbar vorgelagert ist die kleine Schouten-Insel.
Die Halbinsel Freycinet bildet zusammen mit der Insel Schouten das Hauptgebiet des 1916 gegründeten Freycinet-Nationalparks. Ihren Namen verdanken Halbinsel und Nationalpark dem französischen Seefahrer Louis de Freycinet (1779–1842).